# Elaeocarpus dolichodactylus
Elaeocarpus dolichodactylus är en tvåhjärtbladig växtart som beskrevs av Schlechter. Elaeocarpus dolichodactylus ingår i släktet Elaeocarpus och familjen Elaeocarpaceae. Inga underarter finns listade i Catalogue of Life.